# Rod Phillips (homme politique)
Pour les articles homonymes, voir Rod Phillips et Phillips.
Rod Phillips, né le 2 mars 1965 à Newmarket, est un homme d'affaires et politique provincial canadien de l'Ontario.

## Biographie
Né à Newmarket, il réalise une formation en sciences politiques et en anglais à l'Université Western Ontario de London en 1988 et une Maîtrise en administration des affaires (MBA) à l'Université Wilfrid-Laurier de Waterloo en 1992.
Après avoir gradué, Phillips se joint à KPMG avant de servir de chef de cabinet de la ministre du Travail (en) Elizabeth Witmer.
De retour chez KPMG en 1996, il est recruté l'année suivante à titre de chef de cabinet du maire de la nouvelle ville fusionnée de Toronto, Mel Lastman, de 1997 à 2000. Il quitte la ville pour devenir directeur d'une division de Goodmans LLP (en). 
Il est président et directeur-général de Shepell-fgi (2002-2010) et de la Société des loteries et des jeux de l'Ontario (2011-2014). Il siège également au conseil de Postmedia Network et de  CivicAction (en) (2014-2017).
Élu député progressiste-conservateur dans la circonscription d'Ajax en 2018, il exerce les fonctions de ministre de l’Environnement, de la Protection de la nature et des Parcs (en) de juin 2018 à juin 2019 et depuis cette date en tant que ministre des Finances.
Le 31 décembre 2020, il présente sa démission comme ministre (tout en poursuivant comme député) à la suite de son voyage hors du Canada, ayant passé outre aux recommandations sanitaires des gouvernements du Canada et de l'Ontario. Son voyage clandestin aurait été connu du premier ministre de l'Ontario. 
Phillips ne se représente pas lors de l'élection générale de 2022.